# Melvin Calvin
Melvin Ellis Calvin (Saint Paul, Minnesota, 1911. április 8. – Berkeley, Kalifornia, 1997. január 8.) amerikai vegyész. 1961-ben kémiai Nobel-díjban részesült, mert felfedezte a fotoszintézis kémiai hátterét, a róla elnevezett Calvin-ciklust.

## Tanulmányai
Melvin Calvin 1911. április 8-án született a minnesotai Saint Paulban. Szülei oroszországi zsidó bevándorlók voltak; apja, Elias Calvin Litvániából, anyja, Rose Herwitz pedig Grúziából érkezett az Egyesült Államokba. A család még Melvin kiskorában Detroitba költözött, ahol egy kis vegyesboltot nyitottak. Melvin már gyerekkorában érdeklődött a természet iránt, köveket gyűjtött, madarakat figyelt és sokat kérdezősködött arról, hogyan készülnek a boltjukban árult termékek. Detroitban a Central High School diákja volt, majd a Michigani Tudományos és Műszaki Főiskolán (ma Michigani Műszaki Egyetem) kémiát tanult és 1931-ben B.S. diplomát szerzett. Ezután a Minnesotai Egyetemen szerzett doktori címet George Glockler irányításával. Témája a halogének elektronaffinitása volt.

## Munkássága

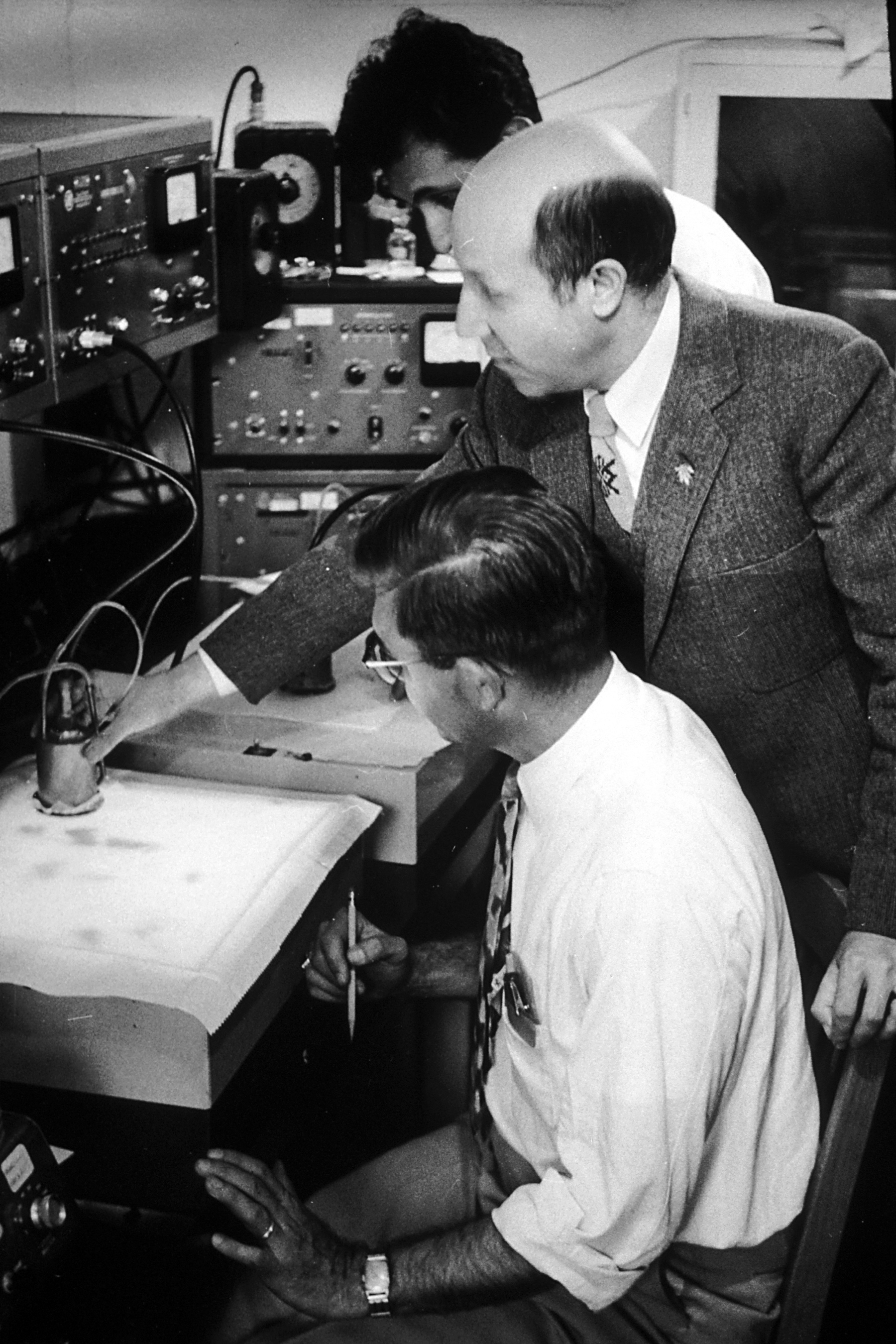
Calvin a laboratóriumban

Az egyetem után elnyert egy ösztöndíjat, amit a saját megtakarításaival kiegészítve arra használt, hogy 1935-1937-ben két évet Polányi Mihállyal együtt dolgozzon a Manchesteri Egyetemen és a kvantummechanika alkalmazásait kutassa a kémiai kísérletekben. Itt foglalkozott először fotokémiai reakciókkal. Manchesterben találkozott az odalátogató Joel Hildebranddal a Berkeley Egyetem kémia tanszékéről, aki Polányai ajánlására felvette Calvint. Calvin pályájának következő hatvan évét a Berkeley-n töltötte, 1947-ben professzori kinevezést kapott.
A második világháborúban részt vett az atombomba előállításában. 1945 őszén egy beszélgetés során a Calvin szobája mellett lévő Radiációs Laboratórium vezetője, Ernest Lawrence felvetette, hogy ciklotronjában sok szén-14 izotóp (14C) keletkezik, és Calvin felhasználhatná valamire. Ő úgy döntött, hogy az akkoriban kifejlesztett izotópjelző technikával a fotoszintézis kémiai folyamatait próbálja meg felderíteni, amelyek akkor még szinte teljesen ismeretlenek voltak. Kísérletei alanyául az egysejtű Chlorella zöldmoszatot választotta. Módszere alapvetően az volt, hogy az algákhoz radioaktív szén-dioxidot adott, majd utána adott időben forró alkohollal elölte őket és meghatározta, hogy milyen molekulákba épült bele a 14C. Az akkoriban feltalált papírkromatográfiával hosszas munkával fel tudta térképezni a fotoszintézis egymást követő lépéseit. Kiderítette, hogy a lépések egy ciklikus folyamat részesei: a körfolyamatba szén-dioxid és víz (valamint ATP-molekulák) lép be és gliceraldehid-3-foszfát lép ki. Calvin berkeley-i laboratóriuma a fotoszintézis-kutatás legfontosabb központjává vált és számos kutatót vonzott. Közülük a legnagyobb szerepet Andrew A. Benson és James A. Bassham játszották; az ő munkájuk alapvető volt a ciklus felderítéséhez, bár végül Calvin egyedül kapta a Nobel-díjat.
Az alapvető folyamatok feltárása után Calvin több irányban is kezdett kutatásokat. Tanulmányozta a fotoszintézis biokémiai és fizikai aspektusait is, de ezenkívül az élet eredetét, a tanulás biokémiáját, a fehérjeszintézis szabályozását, a növények által szintetizált olajok ipari hasznosítását, a tumorokat vagy a holdkőzetek összetételét is kutatta. Többnyire ő csak elkezdte a munkát, amit aztán az általa vezetett központban más tudósok folytattak.
Egyetemi elfoglaltsága mellett tanácsadói munkát végzett a Dow, Upjohn és Diamond Shamrock cégeknek és egy ideig ő volt az Amerikai Tudományos Akadémia közpolitikai bizottságának elnöke. A 60-as években tagja volt Kennedy elnök tudományos tanácsadói testületének. 1980-ban vonult nyugdíjba, de az egyetemen ezután is fenntartottak neki egy szobát és laboratóriumot.

## Díjai
Melvin Calvin 1961-ben elnyerte a kémiai Nobel-díjat a fotoszintézis folyamataiban végzett kutatásaiért. 1964-ben megkapta a Davy-érmet, 1978-ban a Priestley-érmet, 1989-ben pedig a Nemzeti Tudományos Érmet. Tagja volt az Amerikai Tudományos Akadémiának, az Amerikai Művészeti és Tudományos Akadémiának, az Amerikai Filozófiai Társaságnak, a brit Royal Society-nek, a Holland Királyi Tudományos Akadémiának és a Német Tudományos Akadémiának.

## Családja
Calvin 1942-ben vette feleségül Genevieve Elle Jemtegaardot. Két lányuk (Elin és Karole) és egy fiuk (Noel) született.
1949-ben Calvin szívrohamon esett át, amelyből teljesen felépült. Felesége 1987-es halála nagyon megviselte és egészsége megrendült. 1997. január 8-án a második szívrohamába belehalt; 85 évesen hunyt el.